# Ascerodes
Ascerodes là một chi bướm đêm thuộc phân họ Tortricinae của họ Tortricidae.

## Các loài
- Ascerodes prochlora Meyrick, 1905